# ジェド・マケーレブ
ジェド・マケーレブ（Jed McCaleb、1975年6月8日 - ）は、アメリカ合衆国のプログラマー、起業家、慈善家であり、暗号資産および分散型ネットワーク技術の分野で先駆的な役割を果たしてきた人物である。彼は、ファイル共有ネットワーク「eDonkey2000」や、ビットコイン取引所「Mt. Gox」の創設者として知られているほか、RippleおよびStellarの共同創設者としても著名である。2020年には科学技術の進歩を加速させることを目的とした非営利団体「Astera Institute」、2021年には人工重力宇宙ステーションの開発を目指す宇宙開発企業「Vast」を設立した。

## 経歴

### 初期の経歴
マケーレブは、アーカンソー州フェイエットビルで生まれ、幼少期をリトルロックで過ごした。幼い頃からプログラミングに興味を持ち、カリフォルニア大学バークレー校に進学したが、在学中に中退し、ニューヨーク市に移住してソフトウェア開発に専念した。

### eDonkey2000とファイル共有ネットワーク
2000年、マケーレブはMetaMachine社を設立し、ピア・ツー・ピア（P2P）ファイル共有ネットワーク「eDonkey2000」を開発した。このネットワークは、最大で400万人以上のアクティブユーザーを抱えるまでに成長したが、2006年にアメリカレコード協会（RIAA）との著作権侵害訴訟の和解により、同社は3,000万ドルの支払いとソフトウェアの配布停止に合意した。

### Mt. Goxの創設
2007年、マケーレブは「Magic: The Gathering」のカード取引プラットフォームとして「mtgox.com」のドメインを取得した。その後、2010年にこのドメインをビットコインと法定通貨の交換プラットフォームとして再利用し、ビットコイン取引所「Mt. Gox」を開設した。同取引所は急速に成長し、2011年2月にマルク・カルプレスに売却された。

### Rippleの共同創設
2011年、マケーレブは、ネットワーク参加者間の合意に基づいて取引を検証するデジタル通貨の開発を開始し、クリス・ラーセンとともに「Rippleプロトコル」を開発するカナダのライアン・フッガーからプロジェクトを継承した。彼は、デイビッド・シュワルツやアーサー・ブリットと共にオープンソースのRipple Consensus Ledger（現XRP Ledger）を開発、それを応用するクロスボーダー決済ソリューションを提供するRipple Labs（旧称：OpenCoin）を設立し、2013年まで同社のCTOを務めた。

### Stellarの共同創設
2014年、マケーレブはジョイス・キムと共に非営利団体「Stellar Development Foundation」を設立し、分散型決済ネットワーク「Stellar」を立ち上げた。このプロジェクトは、Stripe社から300万ドルの出資を受け、2015年には新たな合意アルゴリズム「Stellar Consensus Protocol（SCP）」を導入した。

### Astera Instituteの設立
2020年、マケーレブはカリフォルニア州バークレーにて、非営利団体「Astera Institute（アステラ研究所）」を設立した。この研究所は、科学技術の進歩を加速させ、人類の幸福を増進することを目的としている。主なプログラムには、汎用人工知能（AGI）の安全な開発を目指す「AGIプログラム」、科学研究の透明性と再現性を高める「オープンサイエンスプログラム」、革新的な研究者を支援する「レジデンシープログラム」などがある。Astera Instituteは、2023年時点で20億ドル以上の資産を有しており、マケーレブが唯一の資金提供者である。

### Vastの設立と宇宙開発
2021年、マケーレブは宇宙開発企業「Vast」を設立し、人工重力を備えた宇宙ステーションの開発を目指している。2023年には、同社が宇宙スタートアップ「Launcher」を買収し、2025年にはSpaceXのFalcon 9ロケットを使用して初の単一モジュール宇宙ステーション「Haven-1」を打ち上げる計画を発表した。

## 慈善活動
マケーレブは、人工知能の安全な開発を目指す非営利団体「Machine Intelligence Research Institute（MIRI）」に50万ドル相当のXRPを寄付し、同団体のアドバイザリーボードにも参加している。また、2018年には人工知能研究団体「OpenAI」への寄付も行っている。

## 資産
2025年4月時点で、マケーレブの純資産は29億ドルと推定されている。